# ルイスバーグ (テネシー州)
ルイスバーグ（Lewisburg）は、アメリカ合衆国テネシー州の都市。マーシャル郡の郡庁所在地である。人口は1万2288人（2020年）。ナッシュビルの南80キロメートル、アラバマ州ハンツビルの北80キロメートルに位置する。
ルイスバーグは探検家メリウェザー・ルイスに因んで名付けられた。町は1838年頃には銀行や新聞社を持つ程大きくなった。ダウンタウンは他の南部の町と同様に、郡庁舎を中心にして商店や事業所が取り囲んでいた。現在は大型ショッピングセンターが町の東側および西側の端に位置している。

## 地理
ルイスバーグは北緯35度26分57秒 西経86度47分35秒 / 北緯35.44917度 西経86.79306度 (35.449034, -86.793112)に位置している。
アメリカ合衆国国勢調査局によると、ルイスバーグの面積は11.7平方マイル (30 km2)で、うち11.7平方マイル (30 km2)が土地で0.09%が水域である。

## 歴史
マーシャル郡およびルイスバーグの土地は当初ネイティヴ・アメリカンが住んでいた。1780年代、アメリカ独立戦争退役軍人達がノースカロライナ州から功績を称えられこの土地を与えられた。
若くしてアメリカ合衆国最高裁判所長官を務め著名な法学者であったジョン・マーシャルにちなんで名付けられたマーシャル郡は1836年、テネシー州議会により創立された。郡庁は開拓探検家のメリウェザー・ルイスにちなんでルイスバーグと名付けられた。1837年、ルイスバーグは地方自治体となり、50エーカー (200,000 m2)が公共用地として寄付された。
1925年までこの地域は主に酪農業の商取引や水運業中心地となっていた。
マーシャル郡はヘンリー・ホートン、ジム・マコード、バフォード・エリントンと3名もテネシー州知事を輩出した。
現在、マーシャル郡およびルイスバーグはテネシー・ウォーキング・ホース・ブリーダーズ&エキシビターズ協会の国際本部を有している。

## 著名な出身者
- マーカス・ヘイスリップ - プロ・バスケットボール選手
- ジェイソン・マックスウェル - 元プロ・バスケットボール選手
- ドンタ・ハイタワー - NFLニューイングランド・ペイトリオッツのプロ・フットボール選手

## メディア

### ラジオ局
- WAXO
- WJJM 94.3 FM

### テレビ局
- WAXO 34チャンネル